# Ludwigsburg (Bad Berleburg)

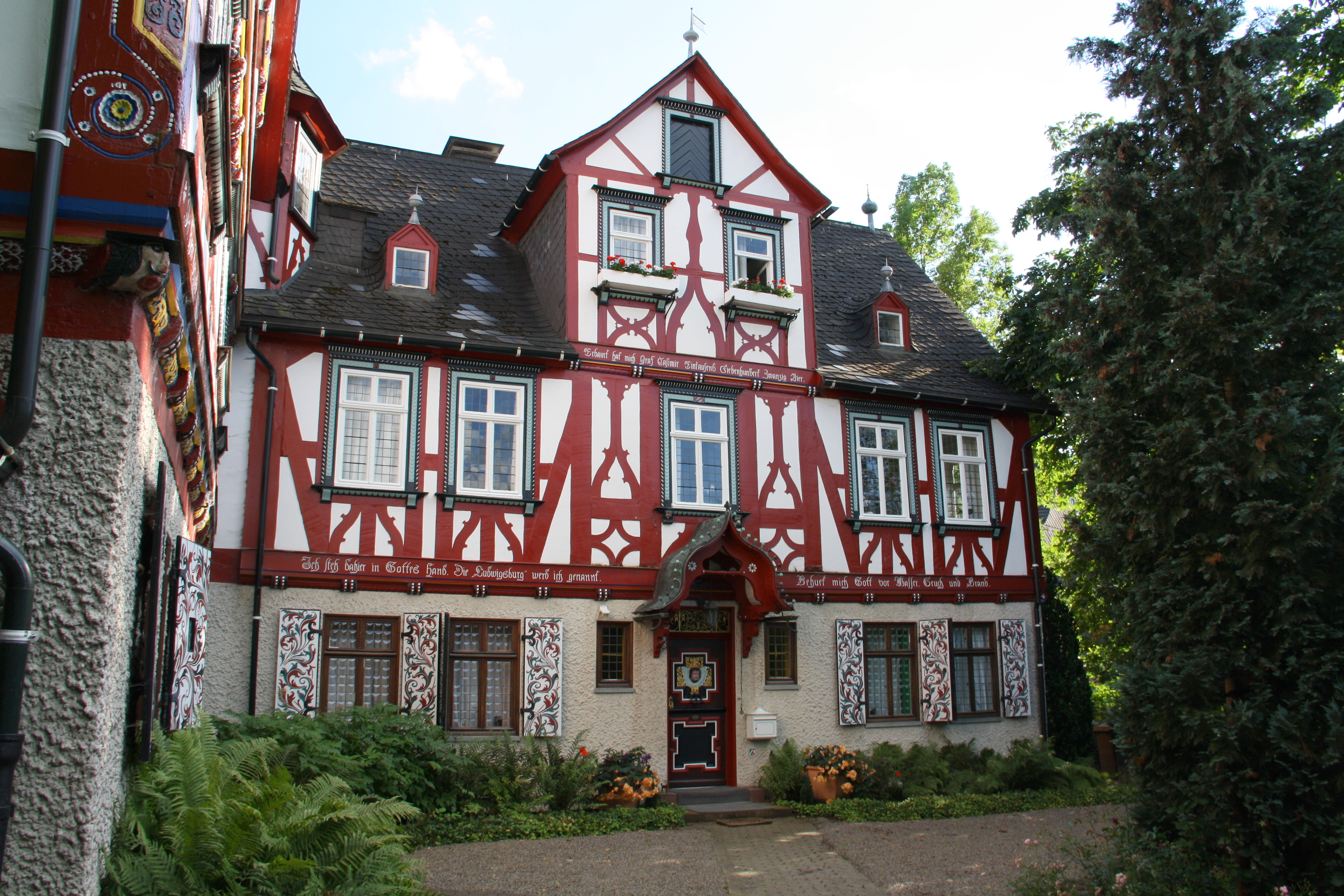
Ludwigsburg

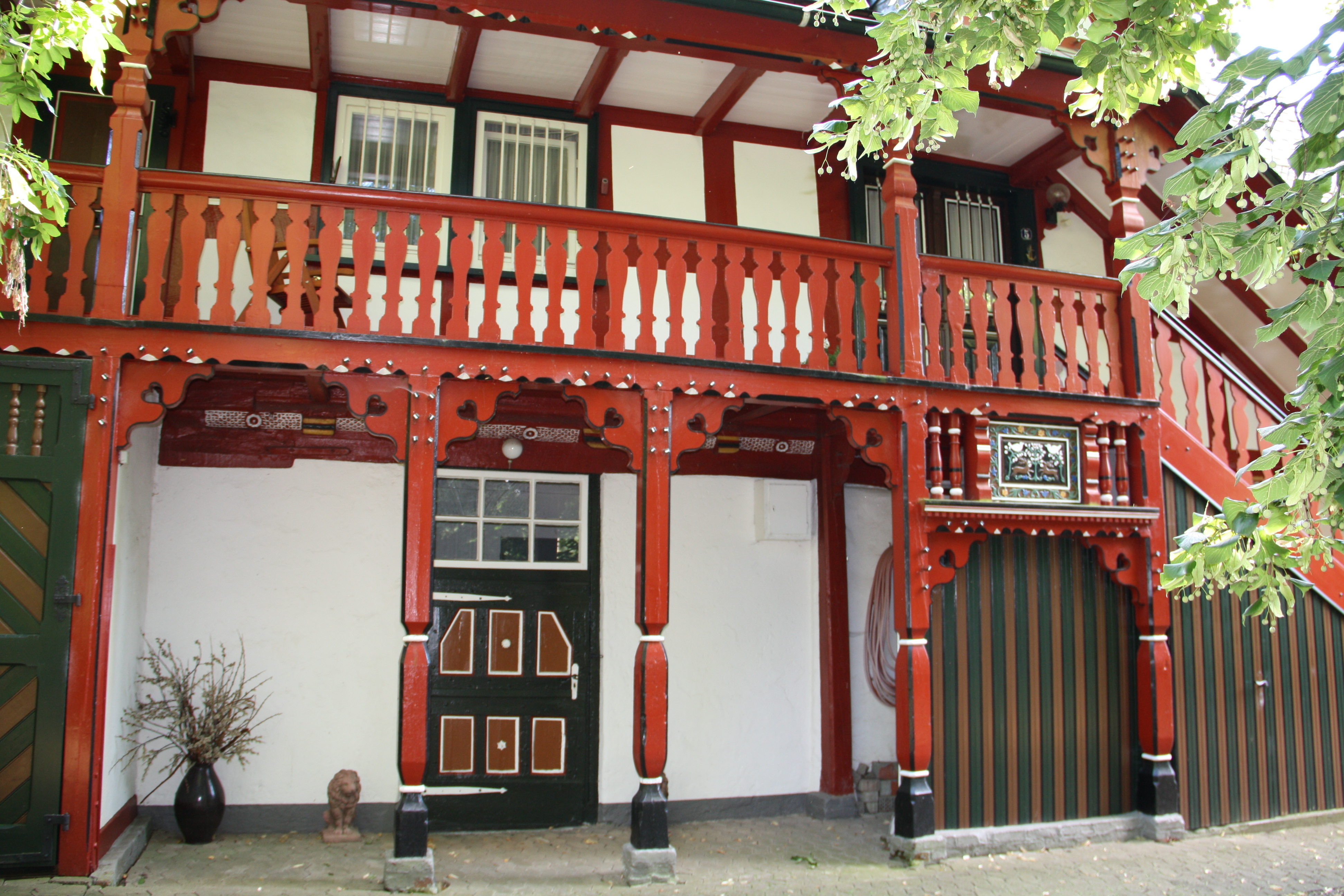
Ludwigsburg (Detail)

Die Ludwigsburg ist ein denkmalgeschütztes Profangebäude in der Ludwigsburgstraße 5 in Bad Berleburg im Kreis Siegen-Wittgenstein (Nordrhein-Westfalen).

## Geschichte und Architektur
In einer eingefriedeten Gartenfläche stehen zwei versetzt angeordnete Fachwerkgebäude. Der östliche Trakt wurde von 1707 bis 1709 unter der Leitung von Johann Hermann Riedesel (Mannus Riedesel) errichtet, der westliche im Auftrag von Graf Casimir zu Sayn-Wittgenstein-Berleburg für dessen jüngsten Bruder Ludwig Franz zu Sayn-Wittgenstein-Ludwigsburg (* 13. Dezember 1694, † 24. Februar 1750) gebaut. Er ist mit 1724 bezeichnet. Die Anlage diente zeitweise als Sitz einer von Ludwig Franz begründeten gräflichen Nebenlinie. Um 1900 wurden ein Treppenaufgang und Ecktürmchen zwischen beiden Trakten gebaut. Beide Hausteile sind mit Inschriften und aufwändigem Schnitzdekor am Fachwerk geschmückt; am älteren Teil mit den für Riedesel charakteristischen Zierformen.